# .bh
.bh es el dominio de nivel superior geográfico (ccTLD) para Baréin. Es administrado por BATELCO.